# Hauskloster
Ein Hauskloster (auch Eigenkloster) ist ein Kloster, das in einer besonderen Beziehung zu einer Adelsfamilie steht.
Oft, aber nicht immer, wurde das spätere Hauskloster von der entsprechenden adligen Familie gegründet. Bisweilen waren es auch bischöfliche oder königliche Gründungen, für die dem betreffenden Adelsgeschlecht dann das erbliche Amt des Schutzvogts übertragen wurde. Der landesherrliche, hohe Adel tritt oft als Stifter von Hausklöstern sowie von Eigenkirchen hervor. Das Hauskloster mit der Familiengrablege, meist in der Krypta unter dem Hochaltar, gehörte zu den Statussymbolen regierender Häuser im Mittelalter. Der Erwerb verehrungswürdiger Reliquien und die Stiftung kostbarer Reliquienschreine erhöhte das Prestige der Stifter noch.
Die Stiftungsempfänger waren oft die Benediktiner, Zisterzienser, Augustiner-Chorherren oder – vor allem bei Stifterinnen – die entsprechenden Frauenorden, niemals aber die im 13. Jahrhundert neu entstehenden Bettelorden, die über keinen Grundbesitz verfügen wollten und sich auf die Mildtätigkeit der wachsenden Städte und ihrer Bevölkerung, vor allem der Patrizier und Handwerkszünfte verließen.
In jedem Fall überließ die adlige Familie dem Kloster zu seiner Ausstattung vor allem Grundbesitz, aus dem die Klöster dann ihren Unterhalt bestreiten konnten, sowie Geldstiftungen oder andere Stiftungen, etwa Altarstiftungen mit ihren jeweiligen Pfründen oder Präbenden. Dadurch sicherten sich die Stifterfamilien die Möglichkeit der Grablege sowie die Memoria für die dort bestatteten Familienmitglieder. Häufig wurden in Chroniken solcher Klöster die Verdienste, aber auch generell die Geschichte der Stifterfamilien festgehalten.
Einige Beispiele für Hausklöster wichtiger Dynastien:
- Merowinger:
  - Abtei Saint-Denis
- Robertiner:
  - Kloster Lorsch
- Karolinger:
  - Reichsabtei Prüm
  - Abtei Saint-Médard (Soissons)
- Liudolfinger, Ottonen:
  - Kloster Reichenau
  - Stift Gandersheim
  - Stift Quedlinburg
  - Stift Essen
  - Mauritiuskloster
  - Neuenheerse
- Salier:
  - Kloster Limburg
  - Reichsabtei Echternach
- Askanier:
  - Kloster Lehnin
- Staufer:
  - Kloster Adelberg
  - Kloster Lorch
- Welfen:
  - Abtei Weingarten
- Habsburger:
  - Kloster Muri
  - Kloster Murbach
  - Abteikirche Ottmarsheim
  - Königsfelden
- Ezzonen:
  - Abtei Brauweiler
- Zähringer:
  - Kloster St. Peter auf dem Schwarzwald (ab 1093)
- Haus Württemberg:
  - Kollegiatstift Heilig Kreuz in Stuttgart (seit 1321)
- Haus Baden:
  - Kloster Lichtenthal in Baden-Baden (1288–1372),
  - Stiftskirche in Baden-Baden (Linie Baden-Baden),
  - Stiftskirche St. Michael in Pforzheim (Linie Baden-Durlach, ab 1535),
  - ev. Stadtkirche in Karlsruhe (Großherzöge, ab 1807)
- Haus Wittelsbach (bairische Linie):
  - Kloster Scheyern (seit 1119),
  - Theatinerkirche in München (ab 1663)
- Haus Wittelsbach (pfälzische Linie):
  - Stiftskirche in Neustadt a.d. Weinstraße (14. Jh.),
  - Heidelberger Heiliggeistkirche (15.–17. Jh.)
  - Abtei St. Bonifaz in München (seit 19. Jhd.)
- Babonen:
  - Kloster Walderbach
- Oberschwäbische Adelshäuser (Fugger, Waldburg, Montford, Gundelfingen), Tirol, Elsass und österreichische Erbländer Kärnten und Böhmen
  - Damenstift Buchau
- Haus Liechtenstein:
  - Paulanerkloster Vranov